# Oostlandlied
Het Oostlandlied is een lied dat voor het eerst in druk verscheen in het Antwerps Liedboek (1544) als Een nyeu liedeken. Tegenwoordig staat een deel ervan vooral als een verhuisliedje bekend.

## Oudste tekst
De tekst hiervan is als volgt:
1.
In oostlant wil ic varen,
Mijn bliven en is hier niet lanck
Met eender schoonder vrouwen;
Si heeft mijn herteken bevaen.
2.
Hi nam dat maechdeken bijder hant,
Al bider witter hant.
Hi leydese op een eynde,
daer hi een beddeken vant.
3.
Daer lagen si twee verborgen
den lieven langhen nacht,
Van tsavonts totten morghen,
Tot dat scheen den lichten dach.
4.
Wel op, ridder coene,’
Sprack si, dat meysken fijn,
Keert u herwaerts omme,
Mi wect een wilt vogelken!’
5.
Hoe soude ic mi omkeren?
Mijn hooft doet mi so wee.’
En waer dat niet geschiet,
Ten schiede nemmermeer
6.
Had ic nu drie wenschen,
Drie wenschen also eel,
So soude ic nu gaen wenschen
Drie roosen op eenen steel.
7.
Die een soude ick plucken,
die ander laten staen,
die derde soude ic schencken
Der liefster die ic haen.
8.
Aen ghene groene heyde
Daer staen twe boomkens fijn.
die een draecht noten muscaten,
Die ander draecht nagelkijns.
9.
Die naghelen die zijn soete,
die noten die zijn ront.
Wanneer so sal ic cussen
Mijns liefs rooden mont?
10.
Die ons dit liedeken sanck,
So wel ghesonghen haet,
dat heeft gedaen een lansknecht.
God geve hem een goet jaer.

Dit lied, en dus ook latere versies ervan, bestaat waarschijnlijk uit brokstukken van oudere liederen die verband kunnen houden met het ophalen van de bruid.

## Versie van Willems
In de bundel van Jan Frans Willems, Oude Vlaemsche Liederen ten deele met de melodieën, uitgegeven in 1848. Hij stelde het samen uit fragmenten uit den mond van het volk in Braband stuksgewyze verzameld, muziek en woorden. Met Braband werden delen van de huidige provincies Vlaams Brabant en Antwerpen bedoeld. De tekst gaat als volgt:
1.
Naer Oostland willen wy ryden,
Naer Oostland willen wy mêe
Al over die groene heiden,
Frisch over die heiden,
Daer isser een betere stêe.
2.
Als wy binnen Oostland komen
Al onder dat hooge huis [fyn],
Daer worden wy binnen gelaten,
Frisch over die heiden:
Zy heeten ons willekom zyn.
3.
Ja, willekom moeten wy wezen,
Zeer willekom moeten wy zyn.
Daer zullen wy, avond en morgen,
Frisch over die heiden,
Nog drinken den koelen wyn.
4.
Wy drinken den wyn er uit schalen,
En 't bier ook zoo veel ons belieft;
Daer is het zoo vrolyk te leven,
Frisch over die heiden,
Daer woonter myn zoete lief.
5.
Ik hebbe de groene straten
Zoo dikwyls ten einde gegaen;
Myn schoon lief heeft my verlaten,
Frisch over die heiden:
Dat hebben die kwaden gedaen.
6.
Al vore myn zoeteliefs deure
Daer staender twee boomekens klein,
En d'eene draegt noten muskaten,
Frisch over die heiden:
En d'ander draegt nagelen fyn.
7.
Die noten die zynder zoo zoete,
Die nagelen rieken zoo goed!
My vrydt er een ridder verkoren,
Frisch over die heiden,
Een ridder zoo stoud en zoo vroed.’
8.
Die ridder nam haer by der handen,
Hy nam hare sneeuwwitte hand:
Hy leidde ze al zoo verre
Frisch over die heiden,
Tot daer zy een beddeken vant.
9.
Daer lagen zy beide verborgen
Den lieven langen nacht.
Van 's avonds af tot den morgen,
Frisch over die heiden,
Tot scheen weêr de lichte dag.
10.
De zonne is ondergegangen,
De sterren die blinken zoo klaer;
Ik woude dat ik met mijn liefste,
Frisch over die heiden,
In eenig boomgaerdeken waer.
11.
De boomgaerd is vaste gesloten,
En daer mag niemand meer in
Dan die fiere nachtegalen,
Frisch over die heiden:
Die vliegen van boven daer in.
12.
Ik zal u, o nachtegael, binden,
Uw hoofd aen uw voetekens doen,
Zoodat gy niet meer en zult klappen,
Frisch over die heiden,
Wat twee zoete lievekens doen.
13.
Al hebdy my vaste gebonden,
Myn hert is toch mijnder gezond.
Ik zal nog al evenwel klappen,
Frisch over die heiden,
Wat gy met uw liefste bestond.

Blijkbaar zijn hier minimaal vier verschillende liederen -met drie verschillende motieven- door elkaar gehaspeld: Een verhuislied, het lied uit het Antwerps Liedboek, het lied: ik ben er de groenelands straatjes, en een soort poortwachterslied. De eerste vier coupletten hebben de interpretatie van het Oostlandlied als een landverhuizerslied opgeleverd. Het zou in Brabant als een verhuislied zijn gezongen.

## Versie van Piet Heins
Na de Duitse invasie van Nederland tijdens de Tweede Wereldoorlog werd het lied ingezet als propaganda om de strijd aan het Oostfront te verheerlijken. Onder meer in een versie gearrangeerd door Piet Heins op tekst van Jaap van Kersbergen.
1.
Naar Oostland willen wij rijden
ten strijd, ten strijd!
Wij helpen Germanje bevrijden,
voor komenden tijd!
Wij helpen Germanje bevrijden,
voor komenden tijd!
Ref.
En zouden wij moeten blijven,
Dan tel het licht
en wil aan mijn moeder schrijven
"hij deed zijn plicht"
en wil aan mijn moeder schrijven
"hij deed zijn plicht"
2.
Wij trekken met zwart-rode vanen,
want Anton Mussert riep.
Daar zijn er zoo vele gekomen,
niet één onzer sliep.
Daar zijn er zoo vele gekomen,
niet één onzer sliep.

Ref.

3.
De vrouwen die laten wij achter,
wij komen terug!
De meisjes die zullen wel wachten,
de tijd gaat zo vlug.
De meisjes die zullen wel wachten,
de tijd gaat zo vlug.

Ref.

## Andere versies

### Nederduits en Duitse vertaling
De versie uit het Antwerps Liedboek werd al spoedig ook in het Nederduits vertaald, en wel in het boekje: Vier Schöne Newe Weltliche Lieder, uit 1651. Ook in de Duitse taal zijn diverse versies van het lied verschenen.

### Vlaamse emigratie
Tegenwoordig vindt men het lied, althans de eerste vier coupletten van Willems versie, in diverse zangbundels, en het wordt daar meestal aangeduid als een verhuis- of uitwijkelingslied, zijnde afkomstig uit de 12e of 13e eeuw.
Dit zou dan toegeschreven zijn aan de emigratie van Vlamingen naar de Fläming in het huidige Duitsland, welke in genoemde eeuwen geschiedde. Echter ook Polen, Litouwen en zelfs Estland werden genoemd als locaties van het legendarische Oostland. Een directe relatie tussen de Middeleeuwse emigratie van de Vlamingen en (de eerste vier coupletten van) dit lied kan echter niet meer worden aangetoond.

### Verwijzing naar de Oostzee
Omtrent het jaar 1250 kwamen Friezen en Hollanders op de gedachte, dat zij graan even goed zelf konden halen uit de landen, waar het werd verbouwd in plaats van de maximale prijzen te moeten betalen in de stad Lübeck. Ze voeren om Denemarken heen naar de toen nog betrekkelijke onbekende Oostzee, waar zij Lijfland en Dantzig 'ontdekten', de graanschuur en de barnsteenstad van het Oostland. Dat was het begin van de Ommelandvaart. De Ommelandvaart, ook Sontvaart of moedernegotie genoemd, bleef zich ontwikkelen. Het Oostlandlied blijkt als gevolg daarvan ook een traditie in de landen rond de Oostzee te kennen. Het is nog altijd populair onder Zweedse studenten en is in verschillende koorrepertoires vindbaar. Muzikale weergaven van de melodie zijn er uitgebracht door Jan Johansson (jazz) en Jan Olof Eriksson.

### Nazi-propaganda
Tijdens de Tweede Wereldoorlog en de daaraan voorafgaande jaren werd het lied gebruikt in de nazi-propaganda. Zo werd het opgenomen in Unser Liederbuch, Lieder der Hitler-Jugend, herausgegeben von der Reichsjugendführung. Het werd nu gebruikt als middel om de strijd aan het Oostfront te verheerlijken. Zo meldde Cyriel Verschaeve bij zijn aanstelling als hoofd van de Vlaamsche Kultuurraad: Want Naar Oostland willen wij rijden was 't lied onzer voorvaderen en blijft de weg der natuur.

### Zeemansliedje
Ook in de folkmuziek wordt het lied regelmatig vertolkt, en zelfs in de Rhapsodie over zeemansliedjes (1985) werd het opgenomen, hoewel Naar Oostland willen wij varen geen echt  zeemansliedje is.

### Boerenverhuizing
In sommige versies werd ook gewag gemaakt van Rozenland, in plaats van Oostland. Dit was vooral het geval bij een boerenovertrek, een folkloristische traditie uit het zuiden van Nederland en Vlaanderen waarbij een boer of zijn personeel op feestelijke wijzen werd over gehaald naar hun nieuwe woonhuis. Bij zo'n verhuizing was het gebruikelijk om verhuisliederen te zingen.